# Pilea racemosa
Pilea racemosa là loài thực vật có hoa trong họ Tầm ma. Loài này được (Royle) Tuyama miêu tả khoa học đầu tiên năm 1966.